# Lorik Cana
Lorik Cana (Gjakovë, 27 juli 1983) is een Albanees-Kosovaars voormalig profvoetballer. Hij speelde bij voorkeur op het middenveld, maar kon ook als centrale verdediger uit de voeten. Cana debuteerde in 2003 in het Albanees voetbalelftal en speelde 93 interlands. Hij nam met Albanië deel aan het EK 2016. Cana is UNICEF-ambassadeur.

## Clubcarrière

### Jeugd
Lorik Cana werd geboren in Gjakovë, inmiddels onderdeel van Kosovo. In 1992 vluchtte zijn familie naar Zwitserland. Zijn vader, oud-voetballer Agim Cana, spoorde hem aan om te sporten. In de jaren 90 sloot de jonge Cana zich aan bij de jeugd van Dardania Lausanne, een Zwitserse voetbalclub die door de Albanese gemeenschap was opgericht. In 2000 speelde hij zich tijdens een jeugdtoernooi in Spanje in de kijker van Real Madrid, Arsenal en Paris Saint-Germain. Cana legde vervolgens tests af bij Arsenal, maar problemen met zijn visum zorgden ervoor dat hij uiteindelijk bij Paris Saint-Germain belandde. Daar wist hij Antoine Kombouaré, die toen verantwoordelijk was voor het B-elftal, te overtuigen. Cana speelde enkele jaren voor het tweede elftal van de Parijzenaars. In het seizoen 2001/02 kwam hij wegens een ernstige knieblessure amper aan spelen toe.

### Paris Saint-Germain
Vanaf 2003 mocht Cana meetrainen met het eerste elftal van trainer Luis Fernandez. Op 19 april 2003 maakte hij tegen FC Nantes zijn officieel debuut voor PSG. Het duel eindigde in een gelijkspel. In de daaropvolgende weken mocht hij in de basis starten. Het leverde hem zijn eerste selectie voor de nationale ploeg op en zijn eerste profcontract bij de Franse club.
In de zomer van 2003 nam coach Vahid Halilhodžić het roer over. Onder de oud-speler van PSG groeide Cana uit tot een vaste waarde op het middenveld. Frédéric Déhu werd door de Bosnische coach naar de verdediging geschoven, waardoor Cana en Modeste M'Bami de controleurs op het middenveld werden. PSG sloot het seizoen uiteindelijk af als vicekampioen. Cana en zijn ploegmaats bereikten ook de finale van de Coupe de France. PSG won met 1–0 dankzij een doelpunt van Pedro Pauleta. Cana speelde de volledige finale.
In februari 2005 werd Halilhodžić opgevolgd door Laurent Fournier. De Franse trainer koos voor een spelsysteem met slechts één verdedigende middenvelder. De rol van controleur ging naar M'Bami. Cana belandde op de bank en wekte zo de interesse van concurrent Olympique Marseille. Op de laatste dag van de transferperiode stapte Cana over naar Marseille, dat zo'n 3,5 miljoen euro betaalde voor zijn komst.

### Olympique Marseille
Onder trainer Jean Fernandez werd Cana meteen een titularis. Op 16 oktober 2005 nam hij het met Marseille op tegen zijn ex-club PSG. De Zuid-Fransen wonnen met 1–0 dankzij een doelpunt van Cana. Beide clubs troffen elkaar een half jaar later opnieuw in de bekerfinale. Ditmaal won PSG. Cana, die de volledige finale speelde, zag zijn team met 2-1 verliezen.
Na het seizoen 2005/06 werd Albert Emon aangesteld als nieuwe coach. Ook hij loodste zijn elftal naar de bekerfinale. Marseille moest het daarin opnemen tegen FC Sochaux. Het werd 2–2, waardoor er strafschoppen volgden. Cana zette zijn strafschop om, maar zag zijn team voor het tweede jaar op rij verliezen. In de strafschoppenreeks werd het 5-4 voor Sochaux.
Vanaf 2007 werd Cana aanvoerder van Marseille en werd hij een rij naar achter geschoven. Als centrale verdediger nam hij in het seizoen 2007/08 voor de tweede keer in zijn carrière deel aan de UEFA Champions League. Marseille belandde via de groepsfase van het kampioenenbal in de UEFA Cup, waarin het in de achtste finale werd uitgeschakeld door latere winnaar Zenit Sint-Petersburg.

### Sunderland
In juli 2009 tekende de verdediger een contract voor vier seizoenen bij Sunderland. De Engelse club betaalde 5,6 miljoen euro voor zijn transfer. In het elftal, dat geleid werd door coach Steve Bruce, werd hij meteen tot aanvoerder gepromoveerd. Hij was de eerste buitenlander die in zijn eerste seizoen in de Premier League kapitein werd. Daarnaast was hij ook de eerste Albanese speler in de Engelse topcompetitie. Cana loodste zijn team in het seizoen 2009/10 naar de veilige middenmoot.

### Galatasaray
Ondanks nog een verbintenis voor drie seizoenen besloot Cana in juli 2010 om Sunderland te verlaten. De aanvoerder van de Engelse club tekende in juli 2010 een contract voor vier jaar bij het Galatasaray van trainer Frank Rijkaard. Cana werd een vaste waarde bij de Turkse topclub, maar wist er geen prijzen te veroveren. Galatasaray eindigde het seizoen 2010/11 op een teleurstellende achtste plaats.

### Lazio
De inmiddels 28-jarige Albanees zocht na een jaar Turkije opnieuw andere oorden op. In 2011 tekende hij een contract voor vijf seizoenen bij Lazio. Door zijn meertaligheid en vechtlust groeide Cana, die door de supporters The Warrior werd genoemd, ook in Italië uit tot een leidersfiguur. Als verdediger was hij aanvankelijk een titularis bij de Italiaanse club. In 2013 bereikte hij met Lazio de finale van de Coppa Italia. Cana speelde de volledige wedstrijd en zag zijn team met het kleinste verschil winnen van stadsrivaal AS Roma.
In 2014 nam trainer Stefano Pioli de sportieve leiding over en trok de club onder meer verdedigers Stefan de Vrij en Edson Braafheid aan. Vanaf belandde Cana steeds vaker op de bank.

### FC Nantes
Cana tekende in augustus 2015 een contract van twee seizoenen bij FC Nantes. De speler was transfervrij nadat zijn contract bij Lazio werd ontbonden. Cana debuteerde voor Nantes in een competitiewedstrijd op 13 september 2015 tegen Stade Rennais. In de zomer van 2016 verliet hij FC Nantes.

## Interlandcarrière
Cana debuteerde op 11 juni 2003 in het Albanees voetbalelftal, tijdens een interland tegen Zwitserland. Op 17 augustus 2005 maakte hij zijn eerste interlanddoelpunt, tegen Azerbeidzjan. Cana groeide uit tot aanvoerder van het nationale elftal en nam in die hoedanigheid deel aan het Europees kampioenschap voetbal 2016 in Frankrijk, het eerste interlandtoernooi waarvoor Albanië zich ooit plaatste. Albanië werd in de groepsfase uitgeschakeld na een overwinning op Roemenië (1–0) en nederlagen tegen Zwitserland (0–1) en Frankrijk (0–2).

## Erelijst
Paris Saint-Germain
- Coupe de France

2003/04
 Lazio Roma
- Coppa Italia

2012/13